# Hrvoje Jakovljević
Hrvoje Jakovljević (* 13. März 1991 in Požega) ist ein kroatischer Fußballspieler.

## Karriere
Jakovljević spielte in der Saison 2009/10 für die Amateurmannschaft des SK Austria Kelag Kärnten in der Landesliga Kärnten und gehörte auch zum Kader des Bundesligateams, für das er aber nie spielte. Nach der Insolvenz des Klubs im Juni 2010 wechselte er zur Saison 2010/11 zu den viertklassigen Amateuren des Zweitligaaufsteigers Wolfsberger AC. Für das Profiteam gab er am 10. September 2010 gegen den TSV Hartberg sein Ligadebüt in der zweiten Liga. Dies blieb sein einziger Einsatz für die Profis.
Mit den Amateuren stieg er 2013 in die Regionalliga auf. In vier Spielzeiten bei den WAC-Amateuren kam er zu 75 Einsätzen in der dritt- und vierthöchsten Spielklasse und erzielte dabei 23 Tore. Zur Saison 2014/15 schloss er sich dem viertklassigen VST Völkermarkt an. Mit Völkermarkt stieg er 2018 auch in die Regionalliga auf, aus der sich der Verein nach der Saison 2018/19 allerdings freiwillig wieder zurückzog. Insgesamt kam er in acht Jahren in Völkermarkt zu 149 Ligaeinsätzen, in denen er 62 Tore machte.
Zur Saison 2022/23 wechselte Jakovljević zum Regionalligisten SAK Klagenfurt.